# Cello (navigateur)
Pour les articles homonymes, voir Cello.

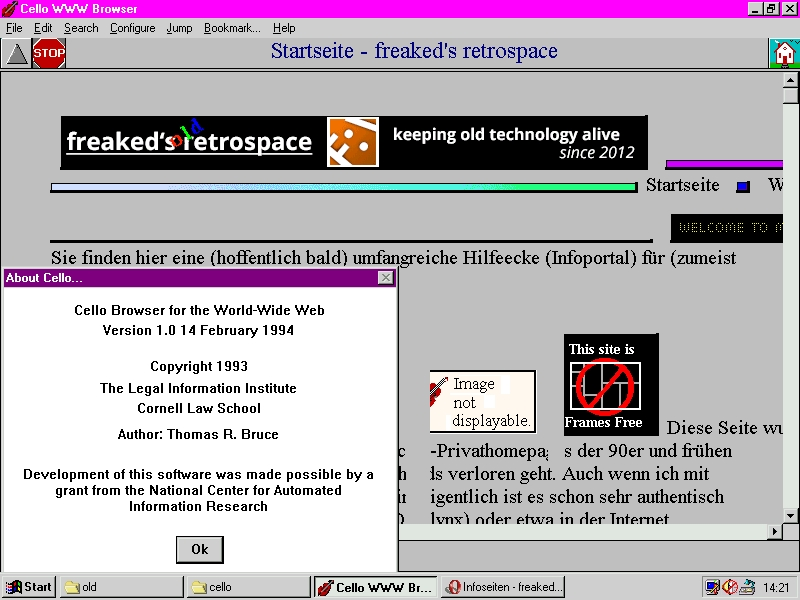
Capture d'écran de Cello 1.0

Cello fut l'un des premiers navigateurs internet disponible pour Microsoft Windows. Ce logiciel fut développé par Thomas R. Bruce et la première version date du 8 juin 1993. La dernière version sortie est la 1.01a, datant du 9 avril 1994.
Cello était aussi capable d'utiliser les protocoles gopher, FTP et telnet.